# Ann Oakley
Pour les articles homonymes, voir Oakley.
 (juin 2022).
Ann Oakley (née en 1944) est une sociologue, féministe et écrivaine britannique. Elle est professeure et directrice-fondatrice du Social Science Research Unit à l'Institute of Education de l'Université de Londres et prend en 2005 une retraite partielle pour se consacrer à ses écrits, notamment à ses nouveaux romans.

## Biographie
Oakley est la seule fille du professeur Richard Titmuss ; elle a écrit une biographie de ses parents et a édité certains des ouvrages de son père. Sa mère, Kathleen, était travailleuse sociale.
Elle a étudié au Somerville College de l'Université d'Oxford, a eu son BA en 1965 après avoir épousé son futur collègue Robin Oakley l'année précédente. Les années suivantes, Oakley a écrit des scripts pour des émissions télévisuelles destinées aux enfants, de nombreuses nouvelles et a vu deux de ses romans se faire refuser par des maisons d'édition. Reprenant ses études au Bedford College de l'Université de Londres, elle en sort diplômée d'un Doctorat en 1969. Sa thèse porte sur les attitudes des femmes à l'égard du travail domestique, dont dérivent plusieurs de ses premiers livres. Beaucoup de ses recherches sociologiques sont consacrées à la sociologie médicale et à la santé des femmes. Elle a aussi largement contribué aux débats concernant les méthodes de recherche en sociologie.
Ann Oakley a réalisé beaucoup de travaux universitaires, dont beaucoup traitent des vies et des rôles des femmes dans la société, ainsi que plusieurs romans best-sellers, dont le plus connu est probablement The Men's Room, qui a été adapté par Laura Lamson pour la BBC en 1991, avec Harriet Walter et Bill Nighy. Elle a aussi écrit une autobiographie partielle. Elle vit entre Londres et une maison rurale où elle écrit la plupart de ses ouvrages de fiction. Elle est mère et grand-mère.

## Publications

### Non fiction
- Ann Oakley, Sex, Gender and Society, Londres, Temple Smith, 1972 (réimpr. 1985).
- Ann Oakley, Housewife, Londres, Allen Lane, 1974.
- Ann Oakley, The Sociology of Housework, Londres, Martin Robertson, 1974 (réimpr. 1985).
- Ann Oakley, Woman's Work: The Housewife, Past and Present, New York, Random House, 1976.
- Ann Oakley, Becoming a Mother, Oxford, Martin Robertson. (Under the title From Here to Maternity. Harmondsworth: Penguin, 1981. Reprinted with new Introduction, 1986., 1979.
- Ann Oakley, Women Confined: Towards a sociology of childbirth, Oxford, Martin Robertson, 1980.
- Ann Oakley, Subject Women, Oxford, Martin Robertson, 1981.
- Ann Oakley, The Captured Womb: A history of the medical care of pregnant women, Oxford, Basil Blackwell, 1984.
- Ann Oakley, Taking it Like a Woman, Londres, Jonathan Cape, 1984.
- Ann Oakley, Telling the Truth about Jerusalem: Selected essays, Oxford, Basil Blackwell, 1986.
- Ann Oakley, The rights and Wrongs of women, 1986.
- Ann Oakley, What is Feminism?, 1986.
- Ann Oakley, Social Support and Motherhood: The natural history of a research project, Oxford, Basil Blackwell, 1992.
- Ann Oakley, Essays on Women, Medicine and Health, Edinburgh, Edinburgh University Press, 1993.
- Ann Oakley, Man and Wife: Richard and Kay Titmuss, my parents' early years, Londres, HarperCollins, 1996.
- Ann Oakley, Who's Afraid of Feminism?, Londres, Hamish Hamilton, 1997.
- Ann Oakley et Richard M Titmuss, The Gift Relationship: From human blood to social policy, Londres, LSE Books, 1997.
- Ann Oakley, Experiments in Knowing: Gender and method in the social sciences, Cambridge, Polity Press, 2000.
- Ann Oakley, Welfare & Wellbeing: Richard Titmuss's contribution to Social Policy, Bristol, Policy Press, 2001.
- Ann Oakley, Gender on Planet Earth, Cambridge, Polity Press, 2002.
- Ann Oakley, Private Complaints & Public Health: Richard Titmuss on the National Health Service, Bristol, Policy Press, 2004.
- Ann Oakley, Fracture: Adventures of a broken body, Bristol, Policy Press, 2007.

### Fiction
- Ann Oakley, The Men’s Room, Londres, Virago, 1989.
- Ann Oakley, sousnom de plume Rosamund Clay, Only Angels Forget, Londres, Virago, 1990.
- Ann Oakley, Matilda’s Mistake, Londres, Virago, 1991.
- Ann Oakley, The Secret Lives of Eleanor Jenkinson, Londres, HarperCollins, 1992.
- Ann Oakley, Scenes Originating in the Garden of Eden, Londres, HarperCollins, 1993.
- Ann Oakley, « Where the bee sucks », dans Jones RG, Williams, The Penguin Book of Erotic Stories by Women, Londres, Penguin Books, 1995, 384–397 p..
- Ann Oakley, « Death in the egg », dans Williams AS, Jones RG, The Penguin Book of Modern Fantasy by Women, Londres, Penguin Books, 1995, 525–532 p..
- Ann Oakley, A Proper Holiday, Londres, HarperCollins, 1996.
- Ann Oakley, Overheads, Londres, HarperCollins, 1999.